# Épicuticule

Exosquelette chez les arthropodes
A : Cuticule ; B : Détails de l'épicuticule. 1 : Épicuticule ; 1a : Cément ; 1b : Cire ; 1c : Épicuticule externe ; 1d : Épicuticule interne. 2 : Exocuticule ; 3 : Endocuticule ; 2+3 : Procuticule ; 4 : Épiderme ; 5 : Membrane basale ; 6 : Cellule de l'épiderme ; 6a : Canal sécréteur de cire ; 7 : Cellule glandulaire ; 8 : Cellule trichogène ; 9 : Cellule tormogène ; 10 : Nerf ; 11 : Sensille ; 12 : Poil ; 13 : Pore glandulaire.

L'épicuticule est une structure constitutive de l'exosquelette de certains animaux, comme les arthropodes.
Associé à la procuticule elle constitue la cuticule des cuticulates. Elle est trilaminée chez les ecdysozoaires.
Les 3 sous-couches sont :
- la couche externe de cément de 10 nm d'épaisseur ; cette couche est parfois absente, elle est constituée de lipoprotéines tannées produites par des glandes épidermiques dont le canal excréteur traverse toute l'épaisseur de la cuticule et atteint la surface.
- la couche moyenne de cires d'un micromètre d'épaisseur ; elle est constituée d'acides gras et d'alcools à longue chaîne, et est produite par les œnocytes (sous l'épiderme). La cire produite emprunte des canaux poraires (ou canalicules des pores) : ce sont des digitations issues des cellules épidermiques et traversant toute l'épaisseur de la procuticule puis des canaux ciriers traversent l'épicuticule. Le rôle de cette couche est de limiter les pertes d'eau (elle n'existe pas chez les crustacés).
- la couche interne, qui est l'épicuticule proprement dite ; elle fait 1 à 2 micromètres d'épaisseur, elle sert dans la fixation des muscles et dans la transmission des signaux chimiques (les phéromones). Cette couche est formée de cuticulines qui sont des lipoprotéines tannées (liaison des radicaux NH2 à des quinones provenant de l'oxydation des diphénols du sang).